# Урьев, Наум Борисович
Наум Борисович Урьев (7 сентября 1936 — 20 ноября 2020) — советский и российский учёный в области физической химии дисперсных систем. Создал оригинальное научное направление — физико-химическую динамику дисперсных и нанодисперсных систем. Автор и соавтор более 400 научных работ, в том числе 13 монографий, 50 авторских свидетельств на изобретения и патентов. доктор химических наук, профессор, заслуженный деятель науки РФ, действительный член Российской академии естественных наук, заведующий лабораторией Института физической химии и электрохимии им. А. Н. Фрумкина РАН.

## Научная деятельность
Н. Б. Урьев создал свою научную школу, под его руководством и при его консультации подготовлены около 20 кандидатских и 4 докторских диссертации. Был удостоен гранта «Ведущая научная школа России». В числе опубликованных монографий: «Высококонцентрированные дисперсные системы», «Физико-химические основы технологии дисперсных систем и материалов», «Текучесть суспензий и порошков», «Пищевые дисперсные системы», «Коллоидные цементные растворы», «Асфальтобетон как композиционный материал с нанодисперсным и полимерным компонентами» и др.
Н. Б. Урьевым установлены фундаментальные закономерности динамики процессов структурообразования, реологии и виброреологии, агрегативной и седиментационной устойчивости дисперсных систем. Он впервые обнаружил и объяснил анизотропный (слоистый) характер формирования структур в процессах течения и седиментации дисперсных систем, открыл явление неньютоновского характера течения структурированных нанодисперсных систем при сверхнизких скоростях деформации, что кардинально меняет принятые представления о механизме этих процессов. Им развита новая общая теория течения дисперсных систем, учитывающая динамику контактных взаимодействий и анизотропный характер формирующихся структур. Н. Б. Урьевым впервые экспериментально обнаружено и теоретически доказано явление синергизма сочетания механических воздействий, в частности осцилляции, на концентрированные дисперсные системы и физико-химического регулирования молекулярных взаимодействий в контактах между частицами дисперсных фаз с помощью добавок поверхностно-активных веществ (ПАВ). С этой целью Н. Б. Урьевым с сотрудниками синтезирован и детально изучен новый класс высокоэффективных ПАВ.
В результате комплекса этих работ им открыто явление сверхвысокой текучести концентрированных дисперсных систем при понижении их вязкости до 10-11 десятичных порядков и многократном снижении уровня энергии (до {\displaystyle 10^{3}-10^{4}}), необходимой для достижения этой минимальной вязкости, теоретически и экспериментально обоснованы методы её достижения. Этот фундаментальный результат нашёл широкое применение во многих отраслях техники и химической технологии, он лежит в основе интенсификации и оптимизации разнообразных химико-технологических процессов в дисперсных системах. Вместе с тем он позволил с новых позиций объяснить многие природные явления и процессы.
Работы Н. Б. Урьева получили международное признание. Ученый был неоднократно приглашен и выступал с лекциями в ведущих университетах и научных центрах США, Бельгии, Италии, Австралии, Германии, Южной Кореи и др.
Н. Б. Урьевым и под его руководством разработан ряд новых высокоэффективных композиционных материалов, в том числе коллоидный цементный клей и растворы на его основе, широко внедренные в практику, абразивные материалы на керамической основе, новый вид асфальтобетона с нанодисперсным и полимерным компонентами.
Умер 20 ноября 2020 года. Похоронен на Востряковском кладбище (уч. 37).

## Общественная деятельность
Н. Б. Урьев — член редколлегий двух международных журналов, член редколлегии «Коллоидного журнала» и журнала «Физическая химия поверхности и защита материалов» РАН, член Американского химического и Реологического обществ, член ряда специализированных ученых советов. Он организатор многих международных конференций в области физико-химии дисперсных систем. Н. Б. Урьев является заместителем председателя секции Научного совета РАН по физической химии.

## Преподавательская деятельность
Являясь более 30 лет профессором Государственного технического университета (МАДИ), он в 2002 г. создал и возглавил новый научно-образовательный отдел «Физико-химические основы технологии дисперсных композиционных материалов» в составе научно-образовательного центра ИФХЭ РАН.

## Награды
Н. Б. Урьев первый в России лауреат премии РАН имени П. А. Ребиндера, присуждаемой за выдающиеся работы в области коллоидной химии и химии поверхности, лауреат премии Совета Министров СССР и Первой премии Южного административного округа г. Москвы за лучшую работу в области науки и техники; лауреат премии им. Г. В. Виноградова за выдающиеся работы в области реологии дисперсных систем; является Соросовским профессором. В 1997 г. удостоен почетного звания «Заслуженный деятель науки Российской Федерации».